# 강면욱
강면욱(姜冕昱, 창씨개명: 新農武四郞, 1894년 6월 1일 ~ ?)은 일제 강점기의 경찰이다. 중일 전쟁이 일어나자 업무를 적극 수행하여 “지나 사변 공로자 공적 조서”에 이름을 올렸다.

## 생애
평안북도 창성군 출신이며 1917년 3월 일본 니혼 대학 법과를 졸업하였다. 1918년에 경무총감부 경무과에서 판임관견습을 마쳤고, 12월부터 경부에 임명되어 평안북도 제3부 경부를 지냈으며, 1921년 2월 경찰관제 개편으로 평안북도 경찰부에서 1922년까지 근무했다. 특히 1922년에는 고등경찰과에서 활동하였다. 1923년부터 평안북도 증강진경찰서 경부를, 1925년부터 1927년까지 신천경찰서 경부를 지냈다. 1928년부터 1930년까지 평안북도강계경찰서 경부로서 보안 위생을 담당했다.
1936년에서 1941년까지 창성군 대창면장을 지냈다. 면장 재직 당시 중일전쟁이 일어나자 국용물자조달, 군수품 제조 및 공출, 국방사상 보급, 국채소화(國債消化) 및 저축 장려, 국방헌금 및 애국기 헌납자금 모음, 군대 및 유가족 후원·휘휼 등의 업무를 적극 수행하여 지나사변 공로자 공적 조서”에 이름을 올렸다.